# Расселл Мокрідж
Расселл Мокрідж (англ. Russell Mockridge, 18 липня 1928 — 13 вересня 1958) — австралійський велогонщик.
Олімпійський чемпіон 1952 (гіт на 1000 м), 1952 (2000 м на тандемах) років, учасник 1948 року.